# Vinagre
Vinagre è un client VNC per l'ambiente GNOME (fa parte di GNOME dalla versione 2.22).
Ha varie funzionalità tra le quali la possibilità di connettersi a diversi server contemporaneamente e passare tra di loro tramite tab, la navigazione e il salvataggio nei segnalibri dei server VNC. Sconta, di contro, la mancanza di altre funzionalità presenti in altri client VNC, come il controllo della compressione video, la profondità di colore e il frame rate.
Dalla versione 8.04 di Ubuntu, viene installato di default come client VNC 
La prossima versione di Vinagre, compresa in GNOME 2.26 aggiungerà la funzionalità d'uso del Remote Desktop Protocol consentendo di collegarsi ai computer basati su Microsoft che hanno la condivisione con macchine remote abilitata.